# 3 dolary Indian Princess Head
3 dolary Indian Princess Head (ang. $3 gold-piece lub three-dollar gold piece) – amerykańska złota moneta obiegowa o nominale trzech dolarów amerykańskich projektu Jamesa B. Longacre’a, wybijana przez U.S. Mint w latach 1854–1889. Wprowadzenie monety o tym nominale zostało ustanowione na mocy uchwalonego 21 lutego 1853 roku przez Kongres Coinage Act of 1853. Przyczyny ustanowienia monety o nominale trzech dolarów nie są znane. W 1889 roku zaprzestano emisji monety, a rok później na mocy Act of September 26, 1890 zniesiono ten nominał i monetę o nominale trzech centów.

## Tło historyczne
Moneta o nominale trzech dolarów została wprowadzona na mocy ustawy – Coinage Act of 1853 – uchwalonej 21 lutego 1853 roku przez Kongres. Nowe prawo miało na celu zredukowanie wagi wszystkich srebrnych monet z wyjątkiem srebrnych monet jednodolarowych. Jednak powód ustanowienia złotej monety o nominale trzech dolarów nie został nigdy wyjaśniony. Bowers podaje, że sam nominał trzech dolarów był już znany w Stanach Zjednoczonych i pojawiał się na banknotach emitowanych przez poszczególne stany (np. New Hampshire czy Massachusetts) czy banknotach zastępczych (tzw. greenbacks). Jednak monety o takim nominale nie funkcjonowały. W debatach Kongresu w latach 1832–1834 na temat złotych i srebrnych monet zaproponowano ustanowienie monety trzydolarowej, ale ostatecznie nie wprowadzono pomysłu w życie.
Wprowadzenie monety o tym nominale nigdy nie zostało dostatecznie wyjaśnione przez Kongres i U.S. Mint. Obecnie funkcjonują dwie teorie dotyczące emisji monety trzydolarowej stworzone przez kolekcjonerów. Pierwsza z nich wiąże się ze znaczkami pocztowymi. Wraz z ekspansją gospodarczą poza granice państwa Stany Zjednoczone przystąpiły do grupy państw opowiadających się za unifikacją taryf pocztowych. W 1845 roku Kongres zalegalizował druk amerykańskich znaczków pocztowych. Każdy miał kosztować pięć centów. Sześć lat później wraz z wprowadzeniem do obiegu srebrnej monety trzycentowej, cenę znaczków obniżono właśnie do trzech centów. Wprowadzenie złotej monety trzydolarowej miało ułatwić zakup arkuszy 100 znaczków pocztowych za jednym razem. Bowers i Yeoman podają, że moneta trzydolarowa mogła zostać ustanowiona, aby ułatwić zakup 100 sztuk srebrnych trzycentówek.

## Projekt i emisja

### Projekt awersu i rewersu monety
Wykonanie projekt nowej monety powierzono Jamesowi B. Longacre’owie. Ze względu na podobną wielkość i masę, to wizerunek miał odróżniać monetę od będących już w obiegu monet Quarter Eagle i Half Eagle, na których widniała Miss Liberty z diademem na głowie. Sam Longacre uważał monetę o nominale trzech dolarów za „anomalię” w amerykańskim mennictwie. W tym celu postanowił na awersie umieścić profil kobiety z koroną z piór na głowie. Wbrew nazwie wizerunek Indian Princess nie nawiązuje do rdzennych mieszkańców Ameryki. Longacre w swoim projekcie miał wzorować się na rzeźbie Przyczajonej Afrodyty, która wówczas znajdowała się w muzeum w Filadelfii. Profil kobiety nawiązuje do przedstawień i szkiców Indian autorstwa francuskiego artysty Jacques’a Le Moyne du Morgue’a z XVI wieku, kiedy przebywał w Fort Caroline. Sam Longacre pisał później, że uważał koronę z piór za „wyjątkowo amerykański symbol” wolnego człowieka i pasujący bardziej do koncepcji niż czapka frygijska noszona przez wyzwolonych niewolników.
Z kolei na rewersie nominał i datę wybicia monety postanowił otoczyć wieńcem z tytoniu, pszenicy, kukurydzy i bawełny.

### Emisja monety
W 1854 roku rozpoczęto emisję monety trzydolarowej. Projekt monety, a w szczególności zastosowany na rewersie wieniec, otrzymał pozytywne opinie. Uznano, że projekt może zostać zaadaptowany na potrzeby bicia złotej monety jednodolarowej, co też uczyniono po drobnych poprawkach. Mimo zachwytu nad projektem Longacre’a to sama moneta nie cieszyła się taką popularnością w obiegu. Tylko w pierwszym roku emisji liczba wybitych monet przekroczyła 100 000 sztuk (dokładnie 138 618). Stąd też emisje z każdego roku uważane są za rzadkie.
Z 1870 roku pochodzi unikalny egzemplarz monety, wybity w San Francisco. Miał pełnić rolę kamienia węgielnego nowego budynku mennicy w mieście. Współcześnie znana jest tylko jedna taka moneta i nie wiadomo, czy jedna została wykorzystana przy budowie, a drugą wybito na cele kolekcjonerskie, czy też moneta mająca być kamieniem węgielnym nie została użyta do swojej roli i sprzedano ją.
W 1889 roku zaprzestano wybijania monety, a rok później w uchwalonym przez Kongres Act of September 26, 1890 zniesiono monetę o tym nominale.

## Nakłady
Nakłady monet Indian Princess Head:
| Rodzaj               | Liczba  | Mennice                                        |
| -------------------- | ------- | ---------------------------------------------- |
| obiegowa (1854–1889) | 538 074 | Filadelfia, Denver, Nowy Orlean, San Francisco |
| kolekcjonerska       | ~ 2060  | Filadelfia                                     |

## Opis monety

### Awers
W środku pola awersu widnieje zwrócony w lewo kobiecy profil. Na głowie kobiety Longacre umieścił koronę z piór i napisem „LIBERTY”. Dookoła głowy umieścił nazwę państwa „UNITED STATES OF AMERICA”.

### Rewers
Na środku rewersu Longacre umieścił nominał wyrażony przez cyfrę 3, pod nią słowo „DOLLARS”, a pod nim rok wybicia. Wszystkie one zostały otoczone wieńcem.
W 1854 roku słowo „DOLLARS” było wybite małymi literami, z kolei od 1855 roku było wybijane większymi literami (patrz tabela opisująca monetę po prawej).

### Opis fizyczny
Szczegóły opisu fizycznego monety:
- Waga: 5,015 g
- Średnica: 20,5 mm
- Kruszec: Au 900 (złoto 90%, miedź 10%)
- Krawędź: ząbkowana
- Mennica: Filadelfia, Denver, Nowy Orlean, San Francisco